# Dolomitreaktor
Der Dolomitreaktor ist ein Verfahren zur verbesserten Versorgung einer biologischen Kläranlage mit Calcium und Magnesium.
Er wird als Reinigungsprozess (Neutralisation) seit 2005 auf kleineren bis mittleren Kläranlagen (3000 - 200 000 EW) eingesetzt. Besonders in Gebieten mit sehr weichem Wasser wird mit dem Dolomitreaktor die Wasserhärte (Säurekapazität) erhöht.
Früher waren pufferschwache Kläranlagen eher die Ausnahme, heute sind Anlagen mit ausreichender Säurekapazität selten geworden. Mit Einführung der weitergehenden Stickstoffelimination hat sich das geändert. Ursache ist die verstärkte Bildung von Kohlenstoffdioxid (CO2) und der stärkere Verbrauch von Säurekapazität durch die Nitrifikation (Bildung von H+Ionen). Die Folgen sind dramatisch, denn die kalklösende freie Kohlensäure (CO2) greift Beton und Flockenstruktur an. Betonkorrosion, Bläh- und Schwimmschlamm belasten den Anlagenbetrieb und schwächen die Substanz der Anlage.
Mit Hilfe des Verfahrens wird die Gesamthärte, also Calciumhydrogencarbonat Ca(HCO3)2 und Magnesiumhydrogencarbonat Mg(HCO3)2 sowie das Calciumcarbonat CaCO3 der  Belebtschlammflocke gezielt erhöht und damit die Struktur stabilisiert, während der Gehalt an freier Kohlensäure im System sinkt. Außerdem werden weitere Funktionen günstig beeinflusst, wie das Absetzverhalten im Nachklärbecken, die Hydraulik der Kläranlage, das Ausgasen der Kohlensäure im Faulturm und der biologische Abbau von Stickstoff und Phosphat.

## Funktionsprinzip
Über einen Teilstrom wird Belebtschlamm (etwa 10 % des Trockenwetterzulaufs) aus dem Ende der Denitrifikationstufe von unten in den Reaktor geleitet. Der Belebtschlamm reagiert mit dem Füllmaterial. Der Auslauf erfolgt dann in den Zulauf der Nitrifikationsstufe.
Der Dolomitreaktor ist gefüllt mit halb- bis vollcalciniertem Dolomit in unterschiedlichen Körnungen. Dolomit ist eine natürlich vorkommende homogene Mischung aus Calcium- und Magnesiumcarbonat (chemische Formel CaMg(CO3)2 (CaCO3·MgCO3)) und kann dadurch „halb“ gebrannt werden, d. h. zu MgO und CaCO3. Dieser Halbbrand ist einerseits noch festes Gestein (staubt nicht), andererseits ist das Magnesiumoxid MgO wasserlöslich und hinterlässt im Dolomitreaktor ein Calciumcarbonat CaCO3 mit sehr großen Oberflächen. Ähnlich wie Aktivkohle ermöglichen die großen Oberflächen Reaktionen, die mit normalen Mischungen nicht in vergleichbarer Zeit möglich sind.
Durch die Korngröße und den Grad der Brandes kann die Wirkung individuell auf die Bedürfnisse der Kläranlage angepasst werden. Von einer einfachen Anhebung der Säurekapazität über die Einstellung der Kalk-Kohlensäure-Gleichgewichts oder einer pH-Wert Korrektur bis zur Anpassung der Ca/Na-Verhältnisses sind alle Stufen der Calcium- und Magnesium-Versorgung möglich.
Das Füllmaterial verbraucht sich ohne Rückstand. Bei geringeren Bedarf, wie die Anhebung der Säurekapazität oder der Einstellung des Kalk-Kohlensäure-Gleichgewichts steuert die vorhandene freie Kohlensäure den Verbrauch und ist dadurch selbst regulierend. Bei größeren Bedarfsmengen steuert eine pH-Sonde im Ablauf des Dolomitreaktors die Beschickung mit übercalciniertem Dolomit.
Unterschiedliche Bauweisen des Reaktors ermöglichen fest installierte getauchte Varianten oder trocken aufgestellte Behälter, mit der Kläranlagen auch nachgerüstet werden können.